# Eurytoma flavovultus
Eurytoma flavovultus är en stekelart som beskrevs av Bugbee 1957. Eurytoma flavovultus ingår i släktet Eurytoma och familjen kragglanssteklar. Inga underarter finns listade i Catalogue of Life.